# Если я уйду
«Если Я Уйду» — песня Бориса Гребенщикова, вошедшая в его сольный альбом Соль. Песня была записана в Лондоне в августе 2014 года и ещё перед выходом альбома представлена на сингле. Также на песню был снят клип.

## История создания
Песня была сочинена примерно в 1985 году и до 2014 года оставалась неизвестной широкой публике. «После того как я её сочинил, мы сыграли её один раз, с Александром Ляпиным, в Ленинградском дворце молодежи. Потом она по неизвестным причинам просто исчезла. Спустя двадцать с чем-то лет я её вспомнил, мы записали демо, и я снова про неё забыл. И вот недавно она стала меня беспокоить. Мы стали её играть на концертах, дописался правильный последний куплет и буквально с первого дубля мы записали её с Сашей Титовым и братьями Стейси», — рассказывает автор.
«Первый вариант песни появился ещё в середине 80-х. Предпосылкой к её появлению послужило начавшееся перед домом Бориса Гребенщикова дежурство чёрной „Волги“ с наблюдателями из КГБ». По всей видимости, о слежке и возможных преследованиях со стороны КГБ в завуалированном виде говорится в песне: «Если я уйду, кто сможет меня найти? / Но если я останусь здесь, кто сможет меня спасти?». В то же время лаконичная концовка, написанная намного позже: «Утро ещё далеко; ничего, мы подождем», — демонстрирует уверенность в неминуемых переменах к лучшему.
Борис Гребенщиков прокомментировал историю создания песни в радиопередаче «Аэростат»:
В те времена — в середине 1980-х — я радовался чуду писания песен так, что ни «одного слова в простоте» не писал. С одного бока «Дао Дэ Цзин», с другого «Смерть Артура»; тут тебе и индийские тракты о поэзии, и северные руны, и кельтский древесный алфавит.
 
А у подъезда школьной служебной жилплощади, где, формально говоря, людям и жить-то не положено, но мы, тем не менее, жили, вдруг начинает дежурить черная «Волга», и сидят в ней мужчины в одинаковых серых плащах, скучают и делают вид, что тебя совсем не видят. И думаешь, Господи, милые мои, стыдоба какая; неужели вам, здоровым мужикам, нечем больше заниматься; неужели перевелись в России бандиты, убийцы, насильники и коррумпированные чиновники; неужели мы зажили в таком раю, что нищие самодеятельные музыканты и их друзья стали самой страшной опасностью для государства?
 
И вот от совершенной безвыходности и нелепости этой ситуации и всего, что было дома, слова вдруг выливаются как горячая лава, без всяких ссылок на средневековые трактаты. Ну, почти без всяких ссылок. И потом эта песня играется на публике один раз и полностью пропадает из памяти. И 30 лет лежит ненужная; а потом всплывает и оказывается снова вся про сейчас; только вот конец был недописан — и год бьешься, и то не подходит, и это — и за три минуты до записи вдруг приходит нужное слово. И нажимается кнопка «запись». Вернее — какая-то кнопка в ProTools, и пошло́. В общем, нервная работа — эти песни.

## Композиционные особенности
Музыкально композиция выстроена на основе традиционной блюзовой 12-тактовой вопросно-ответной формы ААВ — первая, «вопросная» строка повторяется два раза, в третьей строке следует «ответ». При этом материал подан в жёсткой ро́ковой, почти панковской манере. Вся песня «вращается» вокруг короткого гитарного риффа, который диктует вокальную мелодию.

## Отзывы
По словам обозревателя BBC Александра Кана, трек «поразил нарочито грубой, примитивной, необузданной энергией и мощью, характерной скорее для гаражного рока и гранджа, чем для изысканного „Аквариума“».

## Трансляции и исполнения
Песня дважды появлялась в программе «Аэростат» — в № 487 14 сентября и № 494 2 ноября 2014 года.
Активно исполнялась «Аквариумом» на концертах в 2014—2015 годах, как до выхода альбома Соль, так и после, в рамках турне «Праздник урожая во дворце труда».

## Участники записи
Несмотря на то, что Гребенщиков указывает на участие Александра Титова в записи песни, страница альбома Соль на официальном сайте «Аквариума» не упоминает его в выходных данных трека.
- Джереми Стейси (Jeremy Stacey) — ударные, перкуссия
- Пол Стэйси (Paul Stacey) — гитары, бас
- Борис Гребенщиков — голос, гитара
- Митчел Фрум (Mitchell Froom) — клавишные